# سودبری ۷۶۱۰
سیارک ۷۶۱۰ (به انگلیسی: 7610 Sudbury، نامگذاری:1995XB) هفت هزار و ششصد و دهمین سیارک کشف شده‌است که در ۳ دسامبر ۱۹۹۵ کشف شد.